# Doryxena
Doryxena là một chi bọ cánh cứng trong họ Chrysomelidae.
Chi này được miêu tả khoa học năm 1861 bởi Baly.

## Các loài
Các loài trong chi này gồm:
- Doryxena geniculata Baly, 1879
- Doryxena grossa (Hope, 1831)
- Doryxena minor Kimoto, 2004
- Doryxena siva Maulik, 1936